# Megingjord
Na mitologia nórdica, megingjord (nórdico antigo: megingjörð, significando "cinto de força"   ) é um cinto, um dos três principais artefactos de Thor, deus do trovão. Concedia-lhe um tremendo aumento em sua força, e também o tornava apto a manejar o Mjölnir, seu martelo. O segundo artefacto eram as luvas de ferro, Járngreipr.

## Na cultura popular
Há referências à peça mitológica na cultura popular, por exemplo, em videojogos. No videojogo Tomb Raider: Underworld, a personagem principal, Lara Croft, tem consigo o martelo, assim tornando o trajeto do jogo mais fácil. Também em Ragnarok Online, ele dá ao personagem um bônus de quarenta de força (FOR +40, DEFM +7. Caso se tenha FOR base 120 ou maior, adiciona +10% de dano em monstros do tipo Chefe.) , além de ser extremamente raro por ser difícil de ser ser criado.
É também um item recorrente nos jogos da série Castlevania.